# La Panthère rose 2 : Destination mystère
 (décembre 2018).
Si vous disposez d'ouvrages ou d'articles de référence ou si vous connaissez des sites web de qualité traitant du thème abordé ici, merci de compléter l'article en donnant les références utiles à sa vérifiabilité et en les liant à la section « Notes et références ».
La Panthère rose 2 : Destination mystère (The Pink Panther: Hokus Pokus Pink) est un jeu d'aventure en point'n click. Le jeu est développé par Wanderlust Interactive et est sorti en 1997 en Amérique du Nord et l'année suivante en Europe. Il s'agit de la suite de La Panthère rose : Passeport pour le danger.

## Synopsis
La Panthère rose devient vendeur en porte-à-porte. Elle doit retrouver des objets dans cinq pays pour contrer un sort ayant transformé une petite fille en wombat.